# Маријана Мантована
Маријана Мантована (итал. Mariana Mantovana) је насеље у Италији у округу Мантова, региону Ломбардија.
Према процени из 2011. у насељу је живело 657 становника. Насеље се налази на надморској висини од 34 м.

## Становништво
Према резултатима пописа становништва 2011. у општини је живело 729 становника.
| 1936. | 1951. | 1961. | 1971. | 1981. | 1991. | 2001. | 2011. |
| ----- | ----- | ----- | ----- | ----- | ----- | ----- | ----- |
| 1.009 | 1.046 | 838   | 667   | 613   | 605   | 594   | 729   |